# Лозеница
Ло̀зеница е село в Югозападна България. То се намира в община Сандански, област Благоевград. До 1934 година името на селото е Дере мисилим.

## История
Църквата „Свети Илия“ е от XVII век.
В края на XIX век Дере мислим е изцяло българско село в Мелнишка кааза на Османската империя. В „Етнография на вилаетите Адрианопол, Монастир и Салоника“, издадена в Константинопол в 1878 година и отразяваща статистиката на населението от 1873 година, Дере чифлик (Déré-tchiflik) е посочено като село в Мелнишка каза с 62 домакинства и 210 жители българи.
В 1891 година Георги Стрезов пише за селото:
| „ | Чифлици, село на десния бряг от Мелничката река, на разстояние 1 час от Мелник към ЮЗ. В това село освен земледелието занимават се и с лозарство; изкарват вино добро качество. Къщи 50, само българе. Разположено е на един баир над реката. | “ |

Към 1900 година според статистиката на Васил Кънчов („Македония. Етнография и статистика“) населението на селото е 210 души, всички българи-християни.
Българското училище в Дере Мислим е отворено от Костадин Точев по нареждане на Яне Сандански в къщата на чорбаджи Атанас Белята, като гръцкият учител е изгонен. Наклеветен от мелнишките гърци пред властите за революционер, Точев е два пъти бит, затварян и разпитван от мелнишкия каймакамин Ибрахим бей.

## Население

### Етнически състав
Преброяване на населението през 2011 г.
Численост и дял на етническите групи според преброяването на населението през 2011 г.:
|                     | Численост |
| Общо                | 83        |
| Българи             | 82        |
| Турци               | -         |
| Цигани              | -         |
| Други               | -         |
| Не се самоопределят | -         |
| Неотговорили        | -         |

## Личности
Родени в Лозница
- Вангел Андонов (1880 – 1922), деец на ВМРО, убит на 4 септември 1922 година от органи на полицията при конфликта на ВМРО с правителството на БЗНС.[9]

Починали в Лозеница
- Атанас Павлов (поп Ташо) (1822 – 1907), български църковен деец